# South Australian National Football League
South Australian National Football League (SANFL)  er en semiprofessional australsk fodbold-liga i den australske stat South Australia. Ligaen er også det styrende organ for al australsk fodbold i South Australia.
Oprindeligt blev ligaen grundlagt den 30. april 1877 som South Australian Football Association (SAFA), og dermed er SANFL den ældste aktive fodboldliga (uanset typen af fodbold) i Australien og en af de ældste fodboldturneringer i verden.
Ligaen består at en enkelt division med ni hold, der spiller et grundspil over 23 uger fra april til september bestående af ude- og hjemmekampe. De fem bedst placerede hold i grundspillet går videre til slutspillet, som kulminerer med en grand final, hvor der spilles om Thomas Seymour Hill Premiership Trophy. Grand final afholdes på Football Park i oktober, almindeligvis ugen efter AFL's grand final.
Ligaen ejer også sublicenserne for South Australias to klubber i Australian Football League (AFL) – Adelaide Football Club og Port Adelaide Football Club. Den er også ansvarlig for organisering af alle niveauer af australsk fodbold i delstaten, hvilket involverer mere end 100.000 spillere.
SANFL ejer endvidere stadionet Football Park i Adelaide med 52.000 siddepladser, det største stadion i South Australia. Stadionet bliver primært brugt til kampe i AFL, men det anvendes også til SANFL-kampe, herunder den årlige grand final. SANFL har det næsthøjeste tilskuertal pr. kamp inden for australsk fodbold i Australien, kun overgået af AFL.
Ligaens indtægter stammer fra tilskuerindtægter, medier og betalinger fra AFL-klubberne Adelaide Crows og Port Adelaide for leje af Football Park. I 2008 havde ligaen et lønloft på AU$ 400.000, hvilket er det næsthøjeste i australske australsk fodbold-ligaer, igen kun overgået af AFL.

## Klubber

### Nuværende klubber
| Klub                   | Kælenavn     | Hjemmebane                 | Optaget i ligaen | Mesterskaber | Seneste mesterskab |
| ---------------------- | ------------ | -------------------------- | ---------------- | ------------ | ------------------ |
| Central District       | Bulldogs     | Playford Alive Oval        | 1964             | 9            | 2010               |
| Glenelg                | Tigers       | Gliderol Stadium @ Glenelg | 1921             | 4            | 1986               |
| North Adelaide         | Roosters     | Prospect Oval              | 1887             | 13           | 1991               |
| Norwood                | Redlegs      | Coopers Stadium            | 1878             | 27           | 1997               |
| Port Adelaide          | Magpies      | Alberton Oval              | 1877             | 36           | 1999               |
| South Adelaide         | Panthers     | Hickinbotham Oval          | 1877             | 11           | 1964               |
| Sturt                  | Double Blues | Commander Centre Oval      | 1901             | 13           | 2002               |
| West Adelaide          | Bloods       | City Mazda Stadium         | 1897             | 8            | 1983               |
| Woodville-West Torrens | Eagles       | Unleash Solar Oval         | 1991             | 3            | 2011               |

### Tidligere klubber
- Adelaide – dannet i 1860; nedlagt i 1873; gendannet i 1876; fusioneret med Kensington i 1881; nedlagt i 1882; gendannet og fusioneret med North Park i 1885. Klubbens farver var sort, rød og hvid og der blev mestre i SAFA i 1886. I 1888 spillede det turnerende britiske rugbyhold mod South Adelaide, Port Adelaide, Norwood og Adelaide under australsk fodbold-regler.[2] Briterne spillede i alt 19 australsk fodbold-kampe, hvoraf de vandt seks og spillede en uafgjort.
- Bankers – dannet i 1877 og blev nedlagt igen efter at have tabt alle 15 kampe i sin første sæson.
- Gawler – dannet i 1868, deltog i SAFA i 1887–1890 og lukkede i 1894. Gawler Football Association blev dannet ud fra resterne af klubben.
- Kapunda – dannet i 1866 og muligvis den ældste fodboldklub i Australia, der har spillet under samme identitet.
- Kensington – dannet i begyndelsen af 1870'erne, blev tilknyttet SAFA i 1877, fusionerede med Adelaide i 1881. Klubbens farver var højrød og hvid og den havde hjemmebane på Kensington Oval.
- Port Adelaide Magpies – dannet i 1997 som erstatning for Port Adelaide, da den klub blev optaget i AFL. Magpies blev fusioneret med Port Adelaide i 2011, så Port Adelaide stillede med hold i både AFL (the Power) og SANFL (the Magpies).
- South Park – dannet i 1877 og nedlagt i 1884.
- Victorian – dannet i 1877 med hjemmebane på Montefiore Hill. Holdet blev mestre i 1877 (sammen med South Adelaide). Klubbens farver var orange og sort. Klubben skiftede navn til North Adelaide i 1883, men den her ikke forbindelse til den nuværende klub med samme navn, som opstod ud fra klubben Medindie. Victorian blev nedlagt efter 1884-sæsonen.
- West Torrens Eagles (1897–1990). Fusionerede i 1990 med Woodville
- Willunga – dannet i 1874 og tilknyttet SAFA fra 1877 til 1885. Derefter kom klubben med i den nydannede Southern Football Association, en landlig liga.
- Woodville – dannet ca. 1868 og tilknyttet SAFA i 1877, klubben måtte melde afbud til to kampe i dens første sæson på grund af spillermangel og lukkede efter sæsonen. Mange af Woodvilles spillere skiftede derefter til den nydannede Norwood-klub.[3]
- Woodville Warriors (1964–1990). Fusionerede i 1990 med West Torrens.

Efter 1990-sæsonen fusionerede Woodville og West Torrens-klubberne under dannelse af Woodville-West Torrens, som deltog for første gang i 1991.

## Resultater

### Mesterskaber
| SANFL-mestre 1877–2011 | SANFL-mestre 1877–2011 |
| Klub                   | Mesterskaber           |
| ---------------------- | ---------------------- |
| Port Adelaide          | 36                     |
| Norwood                | 27                     |
| North Adelaide         | 13                     |
| Sturt                  | 13                     |
| South Adelaide         | 11                     |
| Central District       | 9                      |
| West Adelaide          | 8                      |
| West Torrens           | 4                      |
| Glenelg                | 4                      |
| Woodville-West Torrens | 3                      |
| Adelaide               | 1                      |

### Mestre
| Vindere af SANFL 1877–1906 | Vindere af SANFL 1877–1906 |
| År                         | Klub                       |
| -------------------------- | -------------------------- |
| 1877                       | South Adelaide             |
| 1878                       | Norwood                    |
| 1879                       | Norwood                    |
| 1880                       | Norwood                    |
| 1881                       | Norwood                    |
| 1882                       | Norwood                    |
| 1883                       | Norwood                    |
| 1884                       | Port Adelaide              |
| 1885                       | South Adelaide             |
| 1886                       | Adelaide                   |
| 1887                       | Norwood                    |
| 1888                       | Norwood                    |
| 1889                       | Norwood                    |
| 1890                       | Port Adelaide              |
| 1891                       | Norwood                    |
| 1892                       | South Adelaide             |
| 1893                       | South Adelaide             |
| 1894                       | Norwood                    |
| 1895                       | South Adelaide             |
| 1896                       | South Adelaide             |
| 1897                       | Port Adelaide              |
| 1898                       | South Adelaide             |
| 1899                       | South Adelaide             |
| 1900                       | North Adelaide             |
| 1901                       | Norwood                    |
| 1902                       | North Adelaide             |
| 1903                       | Port Adelaide              |
| 1904                       | Norwood                    |
| 1905                       | North Adelaide             |
| 1906                       | Port Adelaide              |

| Vindere af SANFL 1907–1937                                          | Vindere af SANFL 1907–1937 |
| År                                                                  | Klub                       |
| ------------------------------------------------------------------- | -------------------------- |
| 1907                                                                | Norwood                    |
| 1908                                                                | West Adelaide              |
| 1909                                                                | West Adelaide              |
| 1910                                                                | Port Adelaide              |
| 1911                                                                | West Adelaide              |
| 1912                                                                | West Adelaide              |
| 1913                                                                | Port Adelaide              |
| 1914                                                                | Port Adelaide              |
| 1915                                                                | Sturt                      |
| Ingen turneringer i perioden 1916-18 på grund af første verdenskrig |                            |
| 1919                                                                | Sturt                      |
| 1920                                                                | North Adelaide             |
| 1921                                                                | Port Adelaide              |
| 1922                                                                | Norwood                    |
| 1923                                                                | Norwood                    |
| 1924                                                                | West Torrens               |
| 1925                                                                | Norwood                    |
| 1926                                                                | Sturt                      |
| 1927                                                                | West Adelaide              |
| 1928                                                                | Port Adelaide              |
| 1929                                                                | Norwood                    |
| 1930                                                                | North Adelaide             |
| 1931                                                                | North Adelaide             |
| 1932                                                                | Sturt                      |
| 1933                                                                | West Torrens               |
| 1934                                                                | Glenelg                    |
| 1935                                                                | South Adelaide             |
| 1936                                                                | Port Adelaide              |
| 1937                                                                | Port Adelaide              |

| Vindere af SANFL 1938–1968                                         | Vindere af SANFL 1938–1968 |
| År                                                                 | Klub                       |
| ------------------------------------------------------------------ | -------------------------- |
| 1938                                                               | South Adelaide             |
| 1939                                                               | Port Adelaide              |
| 1940                                                               | Sturt                      |
| 1941                                                               | Norwood                    |
| Ingen turneringer i perioden 1942-44 på grund af anden verdenskrig |                            |
| 1945                                                               | West Torrens               |
| 1946                                                               | Norwood                    |
| 1947                                                               | West Adelaide              |
| 1948                                                               | Norwood                    |
| 1949                                                               | North Adelaide             |
| 1950                                                               | Norwood                    |
| 1951                                                               | Port Adelaide              |
| 1952                                                               | North Adelaide             |
| 1953                                                               | West Torrens               |
| 1954                                                               | Port Adelaide              |
| 1955                                                               | Port Adelaide              |
| 1956                                                               | Port Adelaide              |
| 1957                                                               | Port Adelaide              |
| 1958                                                               | Port Adelaide              |
| 1959                                                               | Port Adelaide              |
| 1960                                                               | North Adelaide             |
| 1961                                                               | West Adelaide              |
| 1962                                                               | Port Adelaide              |
| 1963                                                               | Port Adelaide              |
| 1964                                                               | South Adelaide             |
| 1965                                                               | Port Adelaide              |
| 1966                                                               | Sturt                      |
| 1967                                                               | Sturt                      |
| 1968                                                               | Sturt                      |

| Vindere af SANFL 1969–1998 | Vindere af SANFL 1969–1998 |
| År                         | Klub                       |
| -------------------------- | -------------------------- |
| 1969                       | Sturt                      |
| 1970                       | Sturt                      |
| 1971                       | North Adelaide             |
| 1972                       | North Adelaide             |
| 1973                       | Glenelg                    |
| 1974                       | Sturt                      |
| 1975                       | Norwood                    |
| 1976                       | Sturt                      |
| 1977                       | Port Adelaide              |
| 1978                       | Norwood                    |
| 1979                       | Port Adelaide              |
| 1980                       | Port Adelaide              |
| 1981                       | Port Adelaide              |
| 1982                       | Norwood                    |
| 1983                       | West Adelaide              |
| 1984                       | Norwood                    |
| 1985                       | Glenelg                    |
| 1986                       | Glenelg                    |
| 1987                       | North Adelaide             |
| 1988                       | Port Adelaide              |
| 1989                       | Port Adelaide              |
| 1990                       | Port Adelaide              |
| 1991                       | North Adelaide             |
| 1992                       | Port Adelaide              |
| 1993                       | Woodville-West Torrens     |
| 1994                       | Port Adelaide              |
| 1995                       | Port Adelaide              |
| 1996                       | Port Adelaide              |
| 1997                       | Norwood                    |
| 1998                       | Port Adelaide              |

| Vindere af SANFL 1999–2011 | Vindere af SANFL 1999–2011 |
| År                         | Klub                       |
| -------------------------- | -------------------------- |
| 1999                       | Port Adelaide              |
| 2000                       | Central District           |
| 2001                       | Central District           |
| 2002                       | Sturt                      |
| 2003                       | Central District           |
| 2004                       | Central District           |
| 2005                       | Central District           |
| 2006                       | Woodville-West Torrens     |
| 2007                       | Central District           |
| 2008                       | Central District           |
| 2009                       | Central District           |
| 2010                       | Central District           |
| 2011                       | Woodville-West Torrens     |